# Acrobat Music
Acrobat Music is een Brits platenlabel, dat gespecialiseerd is in het opnieuw uitbrengen van muziek in alle mogelijke genres, zoals blues, klassieke muziek, country, doo-wop, easy listening, folk, gospel, ambient, jazz, popmuziek, rhythm & blues, rockmuziek, rock-'n-roll, soul en wereldmuziek. Een van de manieren waarop het label dat doet is het uitbrengen van compilatiealbums met muziek van verschillende musici. Ook heeft het twee sublabels: Trapeze (waarop ook niet eerder uitgekomen materiaal kan verschijnen) en het budgetlabel Fabulous. Het label wordt geleid door John Cooper en is gevestigd in Kings Langley.